# Cayratia hayatae
Cayratia hayatae är en vinväxtart som beskrevs av François Gagnepain. Cayratia hayatae ingår i släktet Cayratia och familjen vinväxter. Inga underarter finns listade i Catalogue of Life.